# خویوو-کولونگا
خویوو-کولونگا (به لهستانی:  Chojewo-Kolonia) یک روستا در لهستان است که در گمینا برانگسک واقع شده‌است.